# Old Chicago Water Tower District

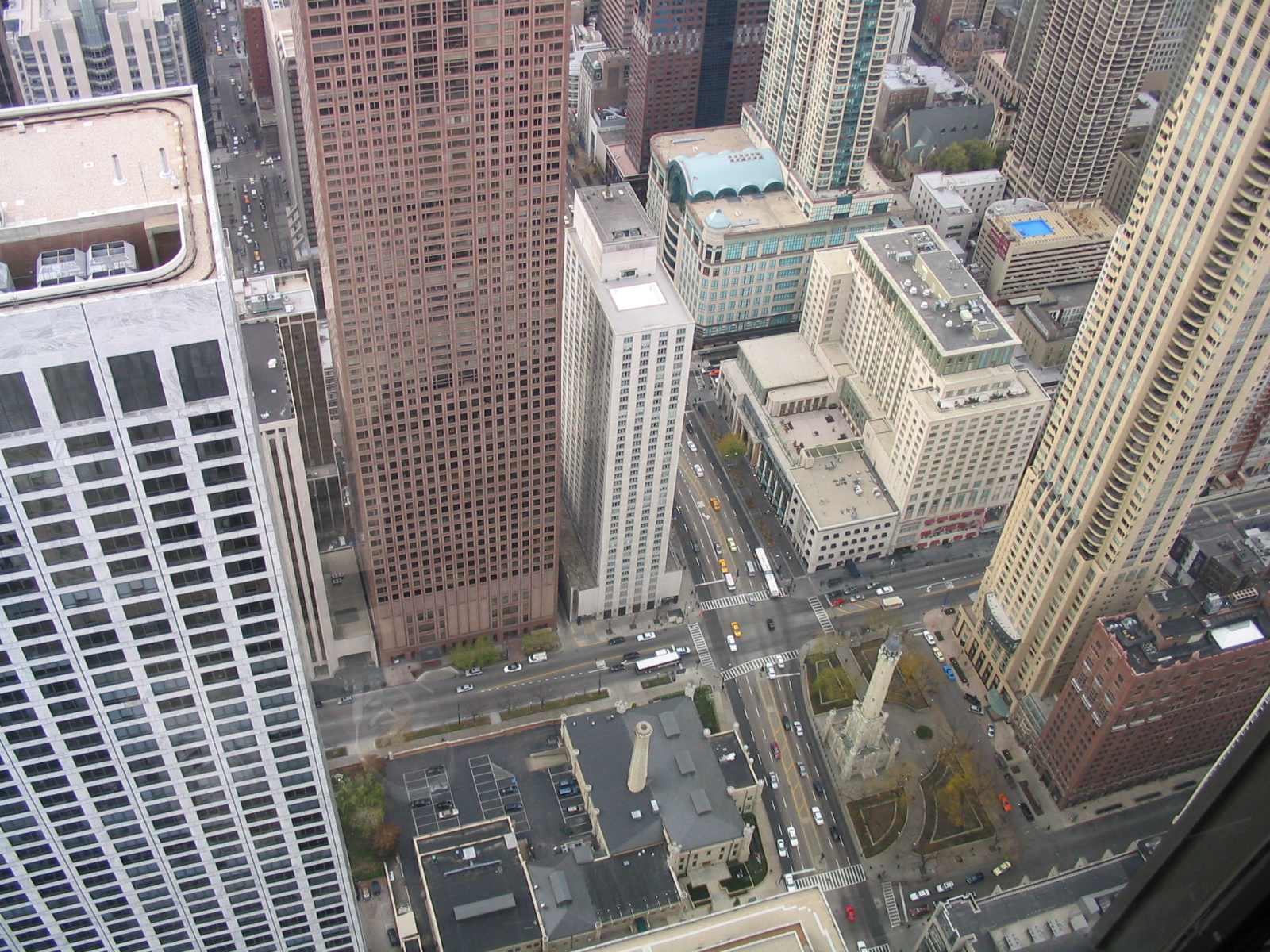
Le Old Chicago Water Tower District vu d'un gratte-ciel voisin dans le quartier de Near North Side (Downtown Chicago).

Old Chicago Water Tower District est un quartier historique situé le long du Magnificent Mile dans le secteur communautaire de Near North Side dans le centre de la ville de Chicago (Illinois, États-Unis).

## Description
Le district est situé sur les deux côtés de North Michigan Avenue entre East Chicago Street et East Pearson Street. Il comprend la Chicago Water Tower, la Chicago Pumping Station, et la caserne de pompiers no 98 du Chicago Fire Department. Ces trois structures et  bâtiments ont été désignés Chicago Landmark (CL) par la Commission on Chicago Landmarks de la ville de Chicago le 6 octobre 1971.
La Water Tower et la Pumping Station ont été conjointement ajoutées au Registre national des lieux historiques (National Register of Historic Places) le 23 avril 1975. En outre, la Tour a été nommée American Water Landmark en 1969. La Water Tower a été l'un des rares bâtiments à échapper à la destruction du Grand incendie de Chicago de 1871.
Le quartier historique comprend en son sein le Water Tower Campus, l'un des deux campus de l'université Loyola de Chicago, l'autre campus (Lake Shore Campus) étant situé à cheval sur les secteurs de Rogers Park et Edgewater. Le Water Tower Campus a ouvert ses portes en 1949 et bien qu'il soit moins étendu que le Lake Shore Campus, le Water Tower Campus abrite la Quinlan Business School (École de commerce), l'École de droit, l'École de communication, l'École de travail social, l'Institut d'études pastorales, le Collège Arrupe…

## Galerie d'images

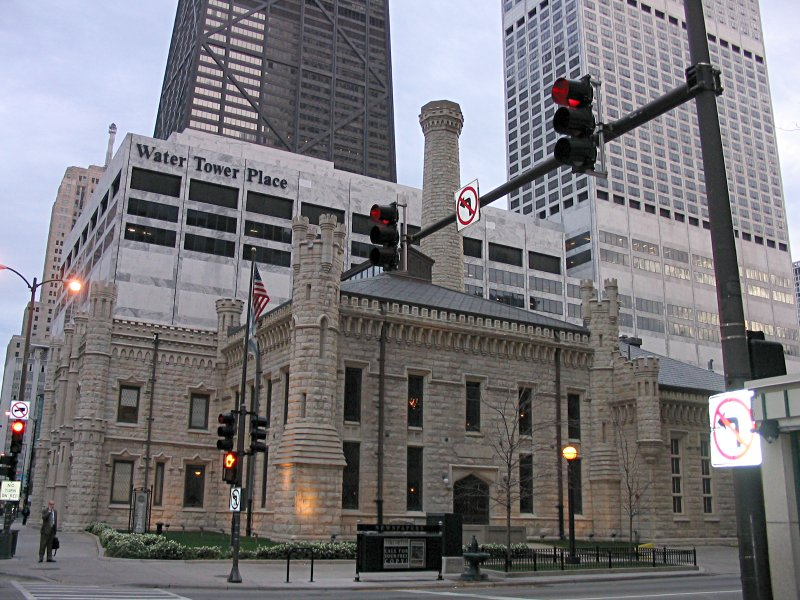
La Pumping Station et la Water Tower Place.
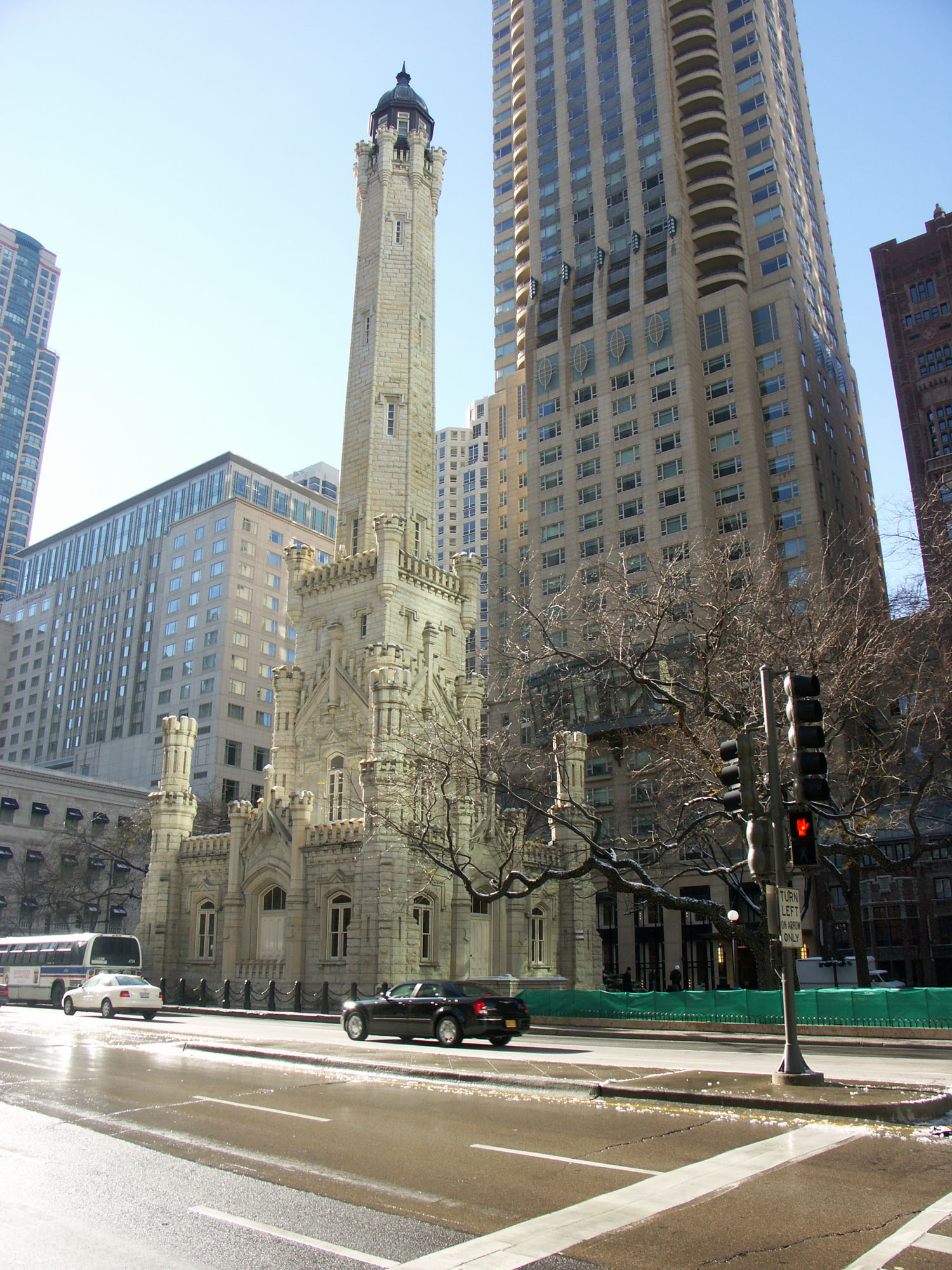
La Chicago Water Tower.
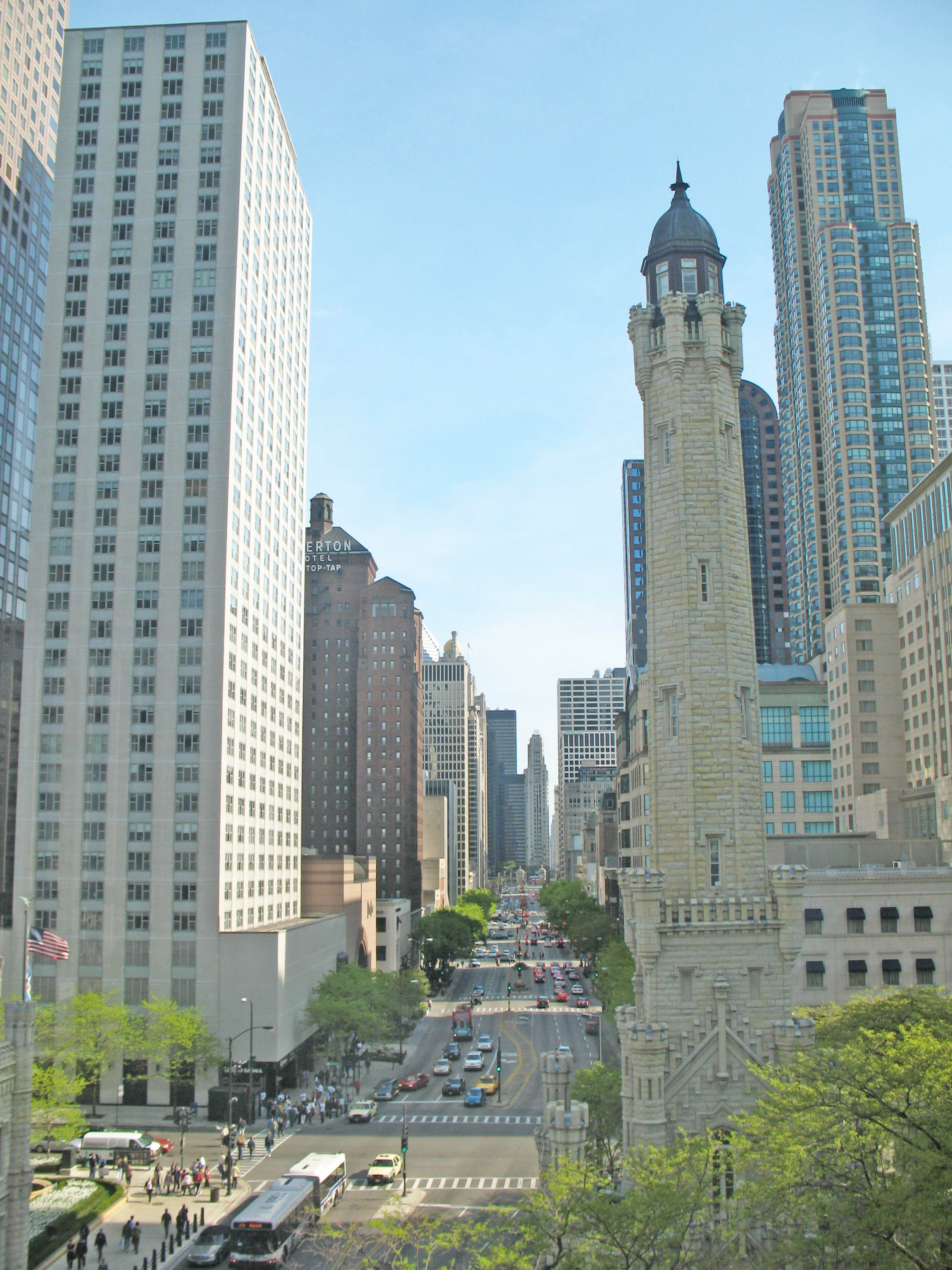
Le Magnificent Mile.
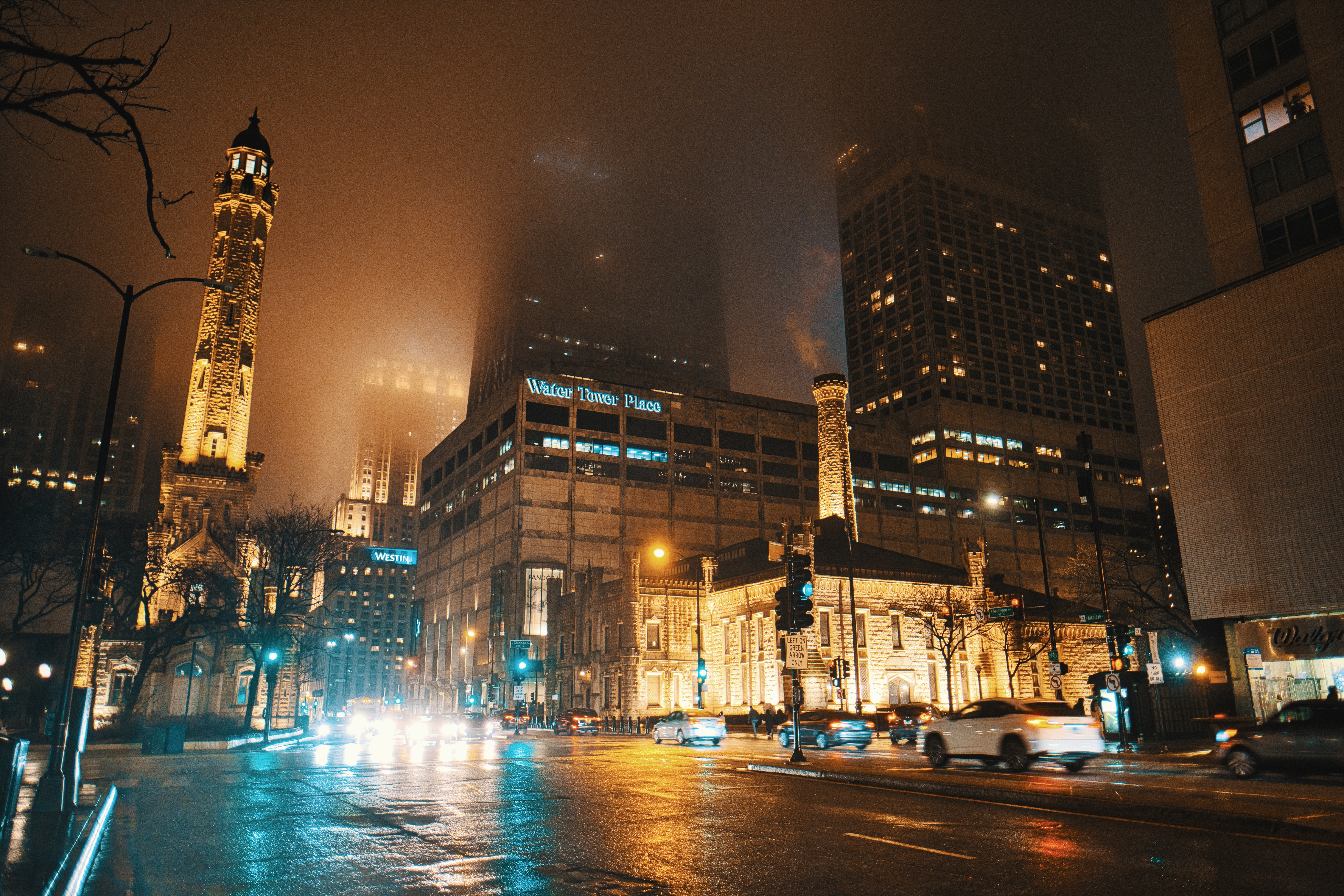
La Water Tower et la Pumping Station de nuit.